# Klance
Klance so majhno gručasto naselje v Občini Loška dolina. Nahajajo se na prevalu med Stražiščem (814 m) in Devinom (792 m), nad cesto ki vodi iz Gorenje Jezero v Dane. Do leta 1986 je bil to zaselek Dan. Leta 2015 je imelo naselje 17 prebivalcev.
V gozdu nad vasjo stoji podružnična cerkev svetega Pankracija, prvič omenjena leta 1526. Prezbiterij je iz druge polovice 17. stoletja. Glavni oltar je izdelal podobar L. Bajc iz Cerknice leta 1895. Desni stranski oltar je rokokojsko rezbarsko delo iz poznega 18. stoletja. Levi stranski oltar je iz začetka 18. stoletja. Zvonik je na preslico.